# Pacific Hockey League 1978/79
Die Saison 1978/79 war die zweite und letzte reguläre Saison der Pacific Hockey League (PHL). Meister wurden die Phoenix Roadrunners.

## Teamänderungen
Folgende Änderungen wurden vor Beginn der Saison vorgenommen:
- Die Long Beach Rockets stellten den Spielbetrieb ein.
- Die San Diego Mariners wurden verkauft und änderten ihren Namen in San Diego Hawks.
- Die Los Angeles Blades wurden als Expansionsteam in die Liga aufgenommen.
- Die Spokane Flyers wurden als Expansionsteam in die Liga aufgenommen.
- Die Tucson Rustlers wurden als Expansionsteam in die Liga aufgenommen.

## Modus
In der Regulären Saison sollten die sechs Mannschaften jeweils 60 Spiele absolvieren, jedoch wurde die Meisterschaft vorzeitig beendete und der Erstplatzierte Phoenix Roadrunners zum Meister ernannt. Für einen Sieg erhielt jede Mannschaft zwei Punkte, bei einem Unentschieden einen Punkt und bei einer Niederlage null Punkte.

## Reguläre Saison

### Tabelle
Abkürzungen: GP = Spiele, W = Siege, L = Niederlagen, T = Unentschieden, GF = Erzielte Tore, GA = Gegentore, Pts = Punkte
|                         | GP | W  | L  | T | GF  | GA  | Pts |
| ----------------------- | -- | -- | -- | - | --- | --- | --- |
| Phoenix Roadrunners     | 60 | 37 | 20 | 3 | 234 | 206 | 77  |
| San Diego Hawks         | 58 | 34 | 22 | 2 | 270 | 192 | 70  |
| Spokane Flyers          | 55 | 32 | 22 | 1 | 246 | 198 | 65  |
| Tucson Rustlers         | 58 | 20 | 38 | 0 | 215 | 305 | 40  |
| Los Angeles Blades      | 22 | 7  | 14 | 1 | 84  | 109 | 15  |
| San Francisco Shamrocks | 23 | 4  | 18 | 1 | 68  | 107 | 9   |